# Litsea teysmannii
Litsea teysmannii är en lagerväxtart som beskrevs av James Sykes Gamble. Litsea teysmannii ingår i släktet Litsea och familjen lagerväxter. Inga underarter finns listade i Catalogue of Life.